# Каприянски манастир
Каприянският манастрир „Успение Богородично“ (на румънски: Mănăstirea Căpriana) е православен мъжки манастир, разположен в село Каприяна, Молдова, в центъра на горския резерват Кодри. Манастирът е под управлението на Молдовската православна църква, част от Руската православна църква. Той е един от най-старите манастири в страната. Разположен е в Кишиневски район, на 37 km от столицата, в живописна планинска местност, обрасла със стари гори. Край него минава река Ишновец, която пред входа се разлива в голямо, изкуствено създадено езеро.

## История

### Основаване
Първите сведения за монашеско поселение на това място са от 1429 година. Тогава манастирът е построен изцяло от дърво. По онова време местността се е наричала „Каприянова поляна“. Предполага се че сред основателите му е боляринът Мерка, прадядо на Мария, съпруга на войводата Александру чел Бун. Игуменът Киприян е прославен поет и автор на религиозни текстове.
Комплексът е създаден през 16 век, когато по разпореждане на Петру IV Рареш през 1545 година започва строителството на голямата каменна църква „Успение Богородично“. Изграждането му е завършено от неговите наследници. На 11 април 1559 година, Александру III Лепушняну подарява на манастира 12 села с обработваемата им земя, лозята и горите.

### Връзка със Зографския манастир
Поради катастрофалното финансово състояние на манастира, през 1698 година, с грамота от Антиох Каприянски, той е предаден на българския Зографски манастир в Атон и продължава да се намира в негово подчинение в продължение на над 200 години. Особеният статут, който манастирът придобива, не позволява никакво вмешателство от страна на молдовските владетели. През този период много от игумените и монасите са българи, назначени и изпратени от Зографския манастир. Българското духовенство подпомага манастира с богата църковна утвар, съдейства за строителството и поддръжката на сградите, развива зеленчукопроизводството на земите му. Монасите поддържат развитието на Българското възраждане, като заплащат за издаването на много книги от българската литература. Службата се води на три езика – български, гръцки и молдовски.
В манастира намират убежище, работят или се лекуват видни български просветители като Георги Раковски, Христо Ботев, Панайот Хитов, Филип Тотю. Много български студенти, които се обучават в руски учебни заведения, прекарват ваканциите си тук. Има данни, че монаси в манастира са били и бесарабски българи. Васил Априлов също установява връзка с манастира с идеята, към него да се открие българско училище. Това става през 1846 година и в него се обучават над 20 монаси и светски лица от български произход. В него учи и Мелетий, който по-късно става софийски митрополит.
През 18 век манастирът се оказва в центъра на Руско-турската война. Във връзка с това руските военни власти, които контролират тази територия, издават на обителта охранителна грамота. От 1813 до 1837 година Каприянският манастир, заедно с обширните си владения, е под ръководството на кишиневския архиерей, но плаща на Зографския манастир по 1500 лева ежегодно. През 1837 година е върнат на Зографския манастир, а в замяна епископията получава Гиржавския манастир.

### Русия
През 1873 година излиза царски указ, според който манастирът преминава в разпореждане на руското Министерство на държавното имущество с формално запазване на правото на собственост. Доходите от него постъпват в Министерството на външните работи. Приходите от манастира се делят на 5 части – 2 за руската държава, две за Зографския манастир и само една част за Каприянския манастир.
Остава в подчинение на българското духовенство до Първата световна война, когато България воюва срещу Русия. Царското правителство прехвърля манастира на пряко подчинение на светия синод в Санкт Петербург, а през 1915 конфискува цялото му имущество. На следващата година 14 български монаха са заточени в Сибир, заедно с депортацията на всички български граждани в Бесарабия. След войната част от монасите се връщат в манастира, а той минава на подчинение към Румънската патриаршия.

### СССР
Както и други християнски храмове и манастири, по време на съветската власт и този е закрит и разрушен. През 1947 година всички монаси са изгонени, като им е предложено да бъдат закарани по родните им домове. След като те отказват, властите ги пускат да си ходят пеш накъдето пожелаят. През 1962 година в една от сградите е организиран Дом на културата, в един от храмовете – детска туберкулозна болница, а в друг – склад за химически отрови.

### Съвременност
Манастирът е открит отново през 1989 година, започва реставрацията му и много скоро той става един от символите на националното възраждане. Дълго време в него се помещава резиденцията на молдовския митрополит, покровителстван от различни владетели. В него е живял и молдовският летописец Ефтимий.
Днес манастирският комплекс разполага с 3 църкви и няколко спомагателни постройки, павилиони, артезиански кладенци, построени в национален стил. Общността на манастира се състои от 20 души – игумен, йеромонаси, йеродякони, монаси и послушници.

## Описание
Манастирският комплекс включва църквите „Успение Богородично“ (1820), „Свети Георги“ (1840) и „Свети Николай“ (1903). Църквата „Успение Богородично“ е център на манастирския комплекс, включващ още допълнителни постройки, езерце, лозя и гора. В кръг около нея са разположени зимната църква „Свети Георги“, манастирската трапезария, стопански постройки и многобройни килии. На територията на манастира има още фонтани, беседки, навеси.
Комплексът неведнъж е пристрояван и реконструиран, особено след земетресението от 1820 година. Но въпреки това, основните черти на средновековната архитектура са запазени. През същата година митрополит Гавраил възстановява църквата „Успение Богородично“, разрушена при земетресението и я изгражда по образец на светогорските храмове. При това от старата постройка са запазени само щедро декорираните апсиди. Самата църква е разширена за сметка на камбанарията с 9 камбани и внушителния по размери тамбур с купол. След тази реконструкция, отново са възстановени големият 8-стенен тамбур, куполът и камбанарията с пирамидален връх. Олтарът и трите апсиди, странично от него, се намират в средата на южната страна. От юг на север се простира овално помещение, в което, по време на богослужение, в лявата и дясната му страна стоят настоятелите на обителта и духовенството.
Църквата „Свети Георги“ също е каменна, построена от бившия настоятел и игумен Иларион през 1840 година в стил късен барок. Намира се до килиите и в лявата страна пред входа има кладенец.
Най-ценният храм в манастира е църквата „Свети Никола“, която е сравнително нова, издигната през 1903 година в стила на средновековните молдовски храмове.
През 1826 година в манастира са издигнати голяма двуетажна каменна сграда, два тухлени корпуса с каменни основи и погреб под тях и една дървена постройка. Във всички тези здания се намират монашески килии.
Зад камбанарията на „Успение Богородично“ се намира гробницата на главата на Бесарабската епархия от 1813 до 1821 година екзарх Гавриил. Той е по-известен като Бенулеску-Бодони, който има неоценим принос за развитието на православието и културата в Молдова.
През 1933 година при археологически разкопки са разкрити следи от старинната дървена, а след това и от каменна църква от времето на Александру чел Бун, дядо на Щефан чел Маре. Открити са и гробовете на 30 ктитора, на Мария, дъщеря на болярина Спанчиос от времето на Александру Лепушняну. В друг гроб е намерен прахът на болярина Димитру Бизу, а в трети – на Георге Костаки от 1767 година.
Край комплекса расте древен дъб, наричан „Дъбът на Щефан Велики“, молдовски княз, живял през 16 век. Според преданията, Щефан чел Маре е отдъхвал в основите му след една тежка битка.

## Библиотека
В Каприянския манастир се намира една от най-богатите библиотеки от онова време в Молдова. В нея се съхраняват ценни ръкописи, подаръци и дарения от знатни личности. Тъй като дълго време е ръководена от българи, в нея е съсредоточена богата църковна литература, написана на старобългарски език, а от Зографския манастир редовно пристигат религиозни и светски книги.
Между книгите в библиотеката се намира рядкото славянско Евангелие, подарено на манастира от Петру IV Рареш на 11 октомври 1545 година. Цялото е написано върху пергамент, много четливо и красиво. И двете корици са украсени с позлатено ковано сребро, с вградени на места разноцветни скъпоценни камъни. На предната корица е изобразено възкресението на Исус Христос и извеждането на душите на вехтозаветните праведници от ада. На задната е изобразено Успение Богородично и около образа е гравиран дълъг надпис.

## Легенда
Според легендата Щефан чел Маре, знаменит владетел на Молдова, веднъж хванал в капана си млада сърна. Тъкмо се канел да я убие, когато забелязал, че животното като че ли се покланя. Съжалил я Щефан и заповядал на войните си да я пуснат на свобода. Няколко часа след това владетелят разбрал, че му се е родила дъщеря. През същата нощ получил видение, че на това място се издига огромен манастир, чието име се състои от това на дъщеря му Ана и спомена за удивителното събитие – Capra (планински козел).
- Входът към комплекса
- Гробът на Гавраил
- Молдовска марка от 2005
- Паметна молдовска монета